# Железнова, Надежда Леопольдовна
Наде́жда Леопо́льдовна Железно́ва (настоящая фамилия — Айзенштадт, в замужестве Бергельсон; 13 сентября 1933, Ленинград — 2014) — российский литературный критик.

## Биография
Родилась в семье журналистов: Леопольд Абрамович Железнов (настоящая фамилия — Айзенштадт) работал в «Правде», после войны — в журнале «Юность»; Мирра Соломоновна Железнова (в девичестве Казаринская) в 1942—1948 годах работала в Еврейском антифашистском комитете, расстреляна в 1950 году.
Окончила Московский технологический институт лёгкой промышленности (1956) и факультет журналистики МГУ (1971).
Член Союза писателей СССР (1984).
Член Союза писателей Москвы.
Была замужем за физиком Борисом Бергельсоном. Имела двух дочерей.

## Книги Н. Л. Железновой-Бергельсон
- Настоящие люди Бориса Полевого: Очерки творчества. — М., 1978.
- Творчество Виталия Озерова. — М., 1982.
- Русская литература — литература вопросов. — М., 1982.
- Борис Полевой: Проза. Публицистика. Мемуары. — М., 1984 (Советские писатели — Герои Социалистического Труда).
- Мою маму убили в середине XX века. — М.: Academia, 2009. — 139 с. — ISBN 978-5-8352-1031-2[3].